# Deraeocapsus
Deraeocapsus is een geslacht van wantsen uit de familie van de Miridae (Blindwantsen). Het geslacht werd voor het eerst wetenschappelijk beschreven door Knight in 1921.

## Soorten
Het genus bevat de volgende soorten:

- Deraeocapsus fraternus (Van Duzee, 1916)
- Deraeocapsus ingens (Van Duzee, 1916)
- Deraeocapsus panamensis Carvalho, 1991